# Hoplitis paralias
Hoplitis paralias is een vliesvleugelig insect uit de familie Megachilidae. De wetenschappelijke naam van de soort is voor het eerst geldig gepubliceerd in 1954 door Mavromoustakis.